# Paul Van de Vijver
Paul Van de Vijver (né le 29 août 1941 à Moerbeke,) est un coureur cycliste belge, actif durant les années 1960.

## Biographie
Professionnel entre 1966 et 1969, Paul Van de Vijver a remporté une étape du Tour du Nord. Il a également obtenu diverses places d'honneur dans des kermesses belges. Sa fille Heidi et son neveu Frank ont eux aussi été coureurs cyclistes au niveau professionnel. 

## Palmarès
- 1964
  - 2e de Bruxelles-Opwijk
- 1965
  - 2e de Bruxelles-Opwijk
  - 2e de Bruxelles-Oetingen
- 1966
  - 2e étape du Tour du Nord
- 1967
  - 2e du Circuit du Tournaisis